# Ravenna FC 1913
Ravenna Football Club 1913, zkráceně jen Ravenna je italský fotbalový klub hrající v sezóně 2024/25 ve 4. italské fotbalové lize sídlící ve městě Ravenna v regionu Emilia-Romagna.

## Změny názvu klubu
- 1920/21 – 1927/28 – US Ravennate (Unione Sportiva Ravennate Forti per essere Liberi)
- 1928/29 – 1945/46 – AC Ravenna (Associazione Calcio Ravenna)
- 1946/47 – 1948/49 – SS Edera Ravenna (Società Sportiva Edera Ravenna)
- 1949/50 – 1953/54 – US Ravenna (Unione Sportiva Ravenna)
- 1954/55 – 1963/64 – SUS Ravenna (Sarom Unione Sportiva Ravenna)
- 1964/65 – 2000/01 – US Ravenna (Unione Sportiva Ravenna)
- 2001/02 – 2011/12 – Ravenna Calcio (Ravenna Calcio)
- 2012/13 – SC Ravenna Sport 2019 (Società Cooperativa Ravenna Sport 2019)
- 2013/14 – 2016/17 – SCSD Ravenna FC 1913 (Società Cooperativa Sportiva Dilettantistica Ravenna Football Club 1913)
- 2017/18 – Ravenna FC 1913 (Ravenna Football Club 1913)

## Získané trofeje

### Vyhrané domácí soutěže
- 3. italská liga (3×)

1992/93, 1995/96, 2006/07
- 4. italská liga (5×)

1929/30, 1956/57, 1971/72, 1991/92, 2016/17

## Historie
Klub byl založen 21. dubna 1913 díky Angelu Fabbrim který se vrátil za Švýcarska i s fotbalovým míčem a ukázal místním lidem jak se hraje fotbal. První soutěžní sezonu začíná v roce 1920. Klub hrál většinou ve třetí lize, ale největší úspěch zaznamenal v sezoně 1992/93 když ji vyhrál a postoupil poprvé do druhé ligy. Jenže odehrál v ní jen jednu sezonu a sestoupil zpět. Další vítězství v sezoně 1995/96 a postup do druhé ligy, kde vydržel čtyři sezony v řadě do sezony 2000/01 kdy po sezoně musel klub oznámit bankrot. Byl založen klub novy Ravenna Calcio a začali hrát v regionální lize. Zpět do druhé ligy se vrátil na sezonu 2007/08, ale po umístění 20. místa sestoupil.
Nejhorší období klubu bylo po sezoně 2011/12. Po prohraném utkání v play out v paté lize se klub ocitl opět v bankrotu. Byl založen nový klub Società Cooperativa Ravenna Sport 2019 a začali hrát až v Promozione (7. nejvyšší soutěž). Díky vítězství v sezoně 2016/17 se klub dostal do třetí ligy.
Nejlepší umístění ve druhé lize bylo 8. místo v sezoně 1996/97.

## Účast v ligách
| Úroveň soutěže | Název soutěže (nynější název) | První hraná sezona | Poslední hraná sezona | celkem odehraných sezon |
| -------------- | ----------------------------- | ------------------ | --------------------- | ----------------------- |
| 2              | Serie B                       | 1993/94            | 2007/08               | 7                       |
| 3              | Serie C                       | 1930/31            | 2020/21               | 46                      |
| 4              | Serie D                       | 1928/29            | 2023/24               | 26                      |
| 5              | Eccellenza                    | 1981/82            | 2011/12               | 4                       |

## Fotbalisté

### Historické statistiky
| Počet utkání | Počet utkání        | Počet utkání |  | Počet branek | Počet branek     | Počet branek |
| Pořadí       | Jméno               | Počet        |  | Pořadí       | Jméno            | Počet        |
| 1.           | Mariano Sotgia      | 258          |  | 1.           | Davide Succi     | 46           |
| 2.           | Giuseppe Pregnolato | 195          |  | 2.           | Marco Guidone    | 34           |
| 3.           | Fabrizio Anzalone   | 168          |  | 3.           | Simone Saporetti | 32           |
| 4.           | Paolo Sciaccaluga   | 161          |  | 4.           | Cosimo Francioso | 30           |
| 5.           | Enrico Buonocore    | 160          |  | 5.           | Stefan Schwoch   | 30           |

### Známí hráči v klubu
- Mauro Bonomi – (2005/06) reprezentant  medailista z ME 21 1992
- Krasimir Čomakov – (2000/01) reprezentant
- Gianluca Lapadula – (2011) reprezentant
- Francesco Toldo – (1992/93) reprezentant  medailista z ME 2000 a ME 21 1994
- Riccardo Saponara – (2008/09) reprezentant  medailista z ME 21 2013
- Mark Iuliano – (2008) reprezentant  medailista z ME 2000
- Christian Vieri – (1993/94) reprezentant  medailista z ME 21 1994
- Max Tonetto – (1994/95) reprezentant